# Liste der Monuments historiques in Charmentray
Die Liste der Monuments historiques in Charmentray führt die Monuments historiques in der französischen Gemeinde Charmentray auf.

## Liste der Objekte
| Bezeichnung                           | Beschreibung           | Standort                            | Kennzeichnung | Schutzstatus | Datum | Bild           |
| ------------------------------------- | ---------------------- | ----------------------------------- | ------------- | ------------ | ----- | -------------- |
| Wandvertäfelung                       | Holz, 18. Jahrhundert  | in der Kirche Sainte-Trinité (Lage) | PM77004630    | Inscrit      | 1987  |                |
| Taufbecken                            | Stein, 18. Jahrhundert | in der Kirche Sainte-Trinité (Lage) | PM77004629    | Inscrit      | 1987  | weitere Bilder |
| Glocke                                | Bronze, 1555 gegossen  | in der Kirche Sainte-Trinité (Lage) | PM77002120    | Classé       | 1942  |                |
| Schränke in der Sakristei             | Holz, 19. Jahrhundert  | in der Kirche Sainte-Trinité (Lage) | PM77004632    | Inscrit      | 1987  |                |
| Sakristeischrank                      | Holz, 19. Jahrhundert  | in der Kirche Sainte-Trinité (Lage) | PM77004633    | Inscrit      | 1987  |                |
| Skulptur des heiligen Symphorien      | Stein, 14. Jahrhundert | in der Kirche Sainte-Trinité (Lage) | PM77002124    | Classé       | 1908  |                |
| Hauptaltar mit Retabel und Tabernakel | Holz, 1780             | in der Kirche Sainte-Trinité (Lage) | PM77002023    | Classé       | 1989  |                |
| Zwei Chorstühle                       | Holz, um 1800          | in der Kirche Sainte-Trinité (Lage) | PM77004631    | Inscrit      | 1987  |                |